# 阿爾梅羅

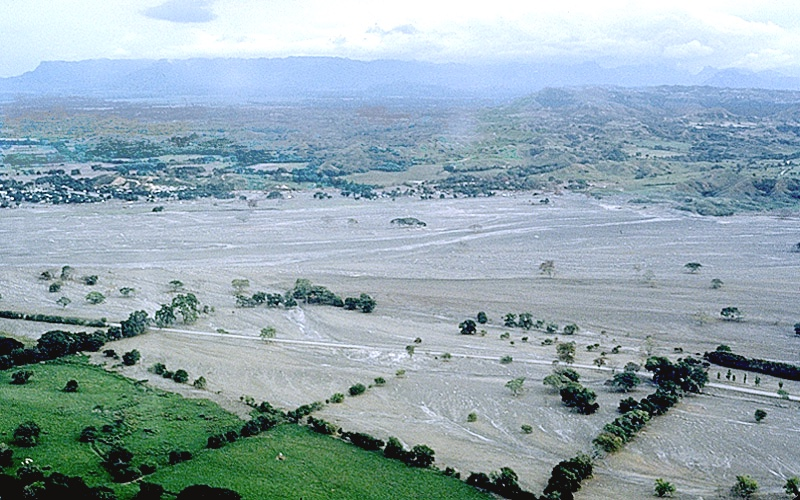
1985年內瓦多·德·魯伊斯火山的火山泥流摧毁哥倫比亞城市阿爾梅羅

阿爾梅羅是哥倫比亞托利馬省的城鎮，在1985年前是繁榮的農業地區，2005年人口12,852。1985年11月13日內瓦多·德·魯伊斯火山爆發造成的火山泥流摧毁了這個城鎮，31,000居民中有23,000人死亡，被稱為阿爾梅羅慘劇。阿爾梅羅後來設立紀念館。

## 外部連結
- （西班牙文） MSN Encarta: Armero Guayabal（Archived 2009-10-31）
- （西班牙文） Armando Armero organization （页面存档备份，存于）
- González, Francisco. . 2003.Bogotá, Ediciones Bartleby, ISBN 958-96369-4-2